# L'Homme aux deux visages (film, 1922)
Pour les articles homonymes, voir L'Homme aux deux visages.
Pour plus de détails, voir Fiche technique et Distribution.

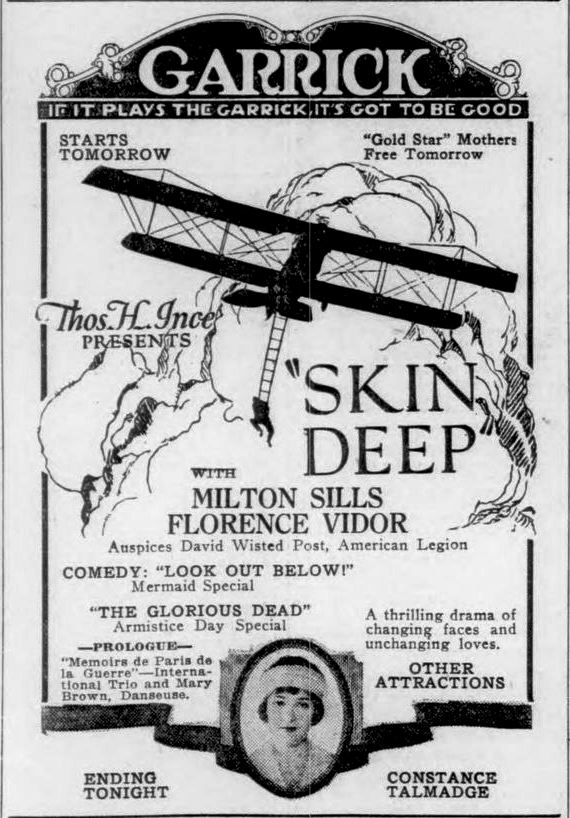
Réclame pour le film dans le journal Duluth Herald en novembre 1922

L'Homme aux deux visages (Skin Deep) est un film américain réalisé par Lambert Hillyer, sorti en 1922.

## Fiche technique
- Titre original : Skin Deep
- Réalisation : Lambert Hillyer
- Scénario : LeRoy Stone d'après le roman Lucky Damage de Marc Edmund Jones[1].
- Producteur : Thomas Ince
- Photographie : Charles J. Stumar
- Musique : Sol Cohen
- Durée : 70 minutes (7 bobines)[2]
- Date de sortie :
  - USA : 1922

## Distribution
- Milton Sills : Bud Doyle
- Florence Vidor : Ethel Carter
- Marcia Manon : Sadie Doyle
- Charles Clary : James Carlson
- Winter Hall : Dr. Langdon
- Joseph Singleton : Joe Culver
- Frank Campeau : Boss McQuarg
- Gertrude Astor : Mrs. Carlson
- Muriel Frances Dana : Baby Carlson
- B.H. De Lay : l'aviateur